# Cyrtodactylus interdigitalis
Cyrtodactylus interdigitalis är en ödleart som beskrevs av  Thomas M. Ulber 1993. Cyrtodactylus interdigitalis ingår i släktet Cyrtodactylus och familjen geckoödlor. Inga underarter finns listade i Catalogue of Life.